# Holleben (Teutschenthal)
Holleben is een plaats en voormalige gemeente in de Duitse deelstaat Saksen-Anhalt, en maakt deel uit van de Landkreis Saalekreis.
Holleben telt 1.686 inwoners.

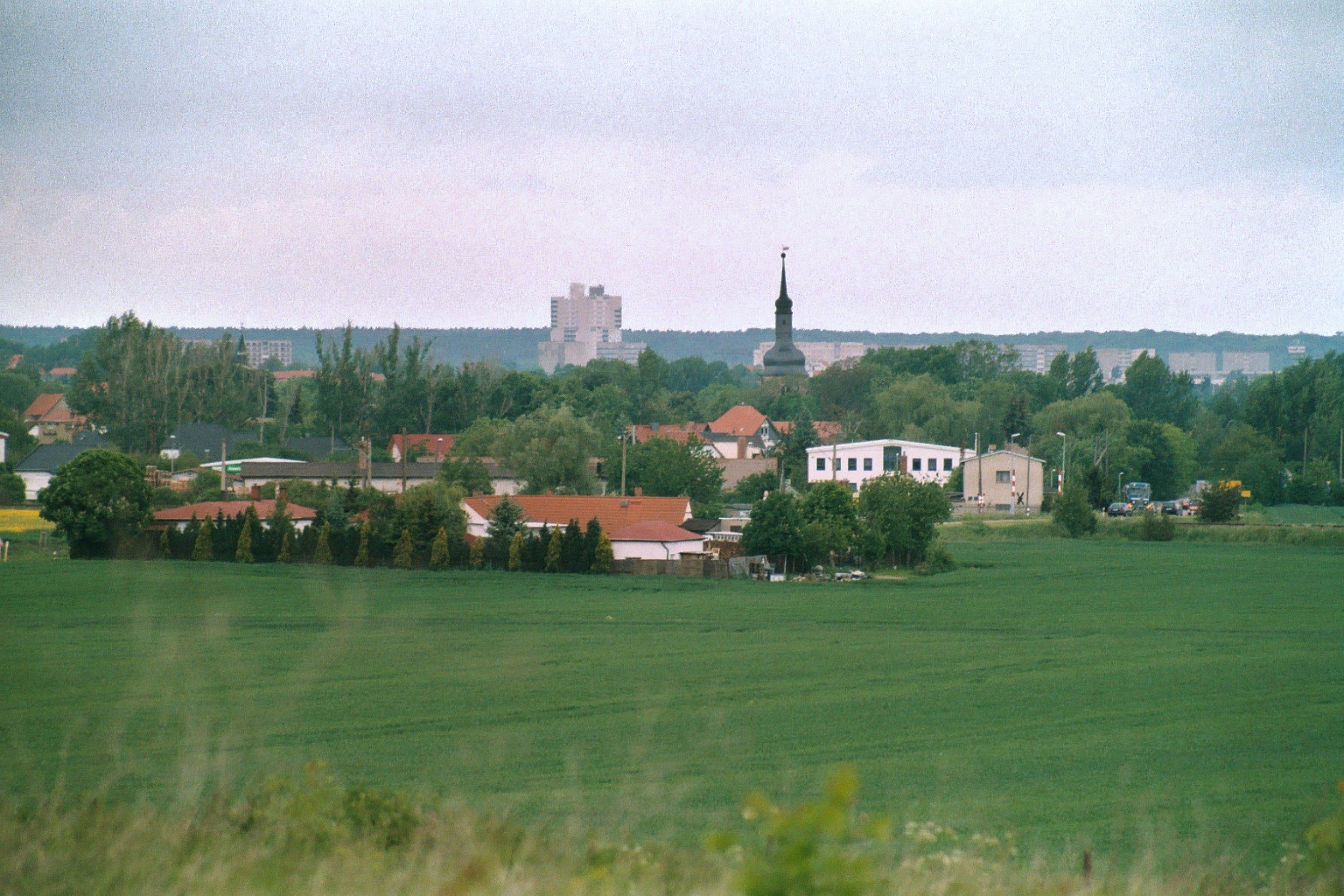
Holleben, gezien vanuit Delitz am Berge
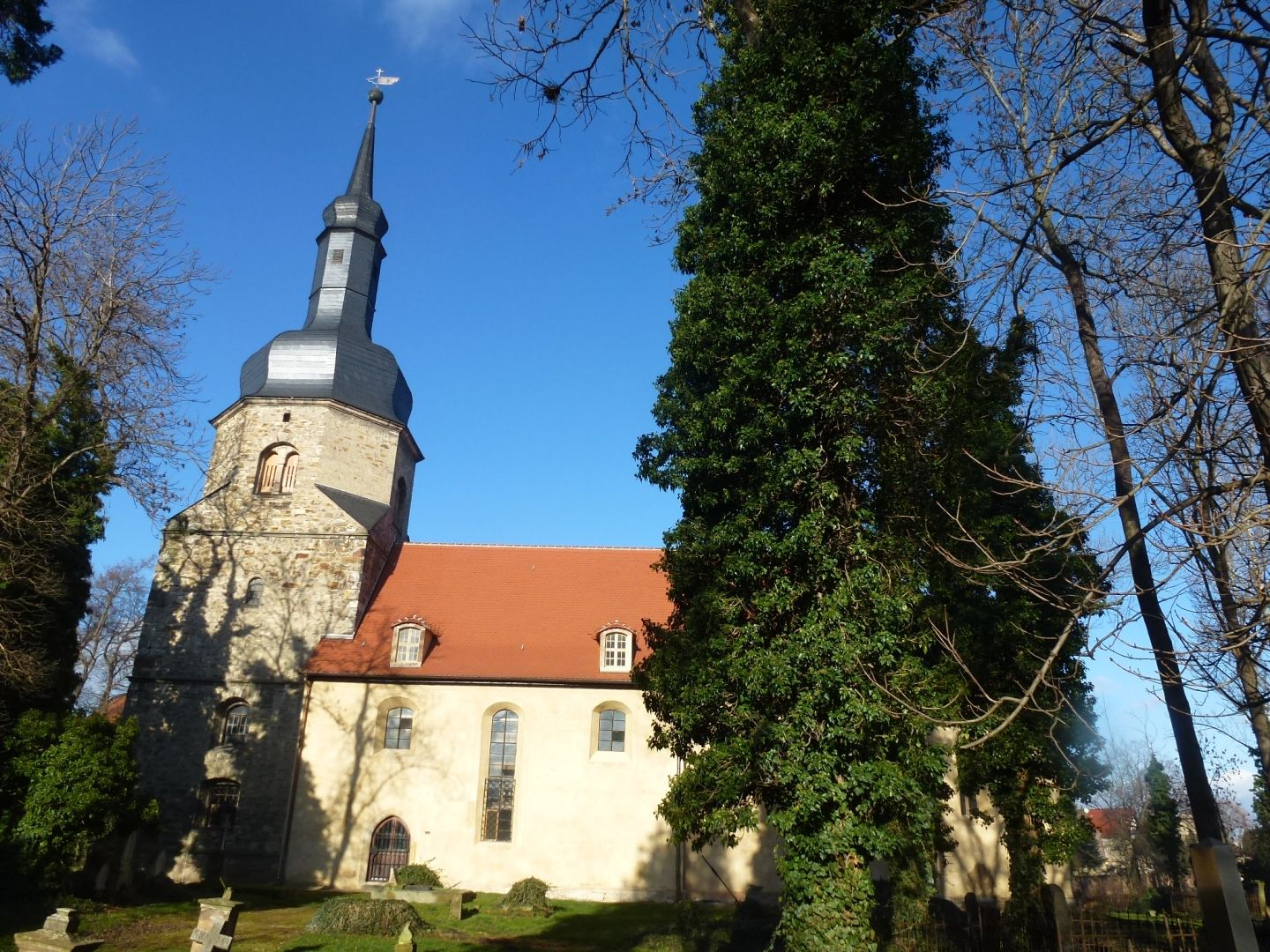
Kerk van Holleben
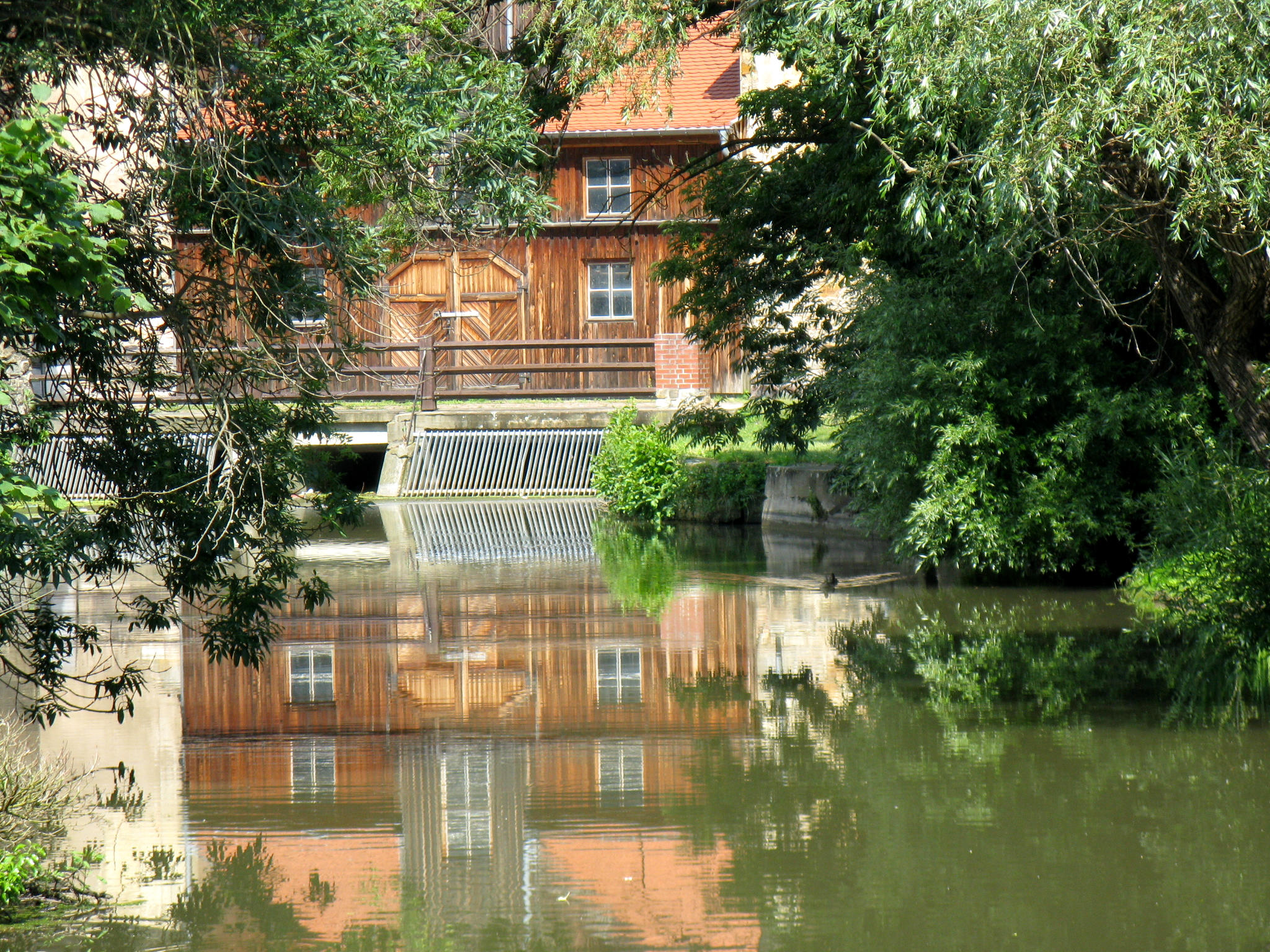
Watermolen van Holleben

## Geschiedenis
De toenmalige zelfstandige gemeente Holleben is op 1 januari 2005 geannexeerd door de gemeente Teutschenthal.